# AdwCleaner
AdwCleaner è un software che rileva, e rimuove, la presenza di software indesiderati come adware, spyware, barre degli strumenti del browser, programmi che assumono il controllo della home page del browser (browser hijacker) e programmi potenzialmente indesiderati (PUP).
Creato nell'agosto 2011 da Xplode, un giovane studente francese appassionato di informatica e di tecnologie emergenti, ha continuato lo sviluppo del software durante i suoi studi universitari fino alla vendita di quest'ultimo a Malwarebytes, avvenuta il 19 ottobre 2016 con il rilascio della versione 6.030.
È compatibile con il sistema windows sia a 32 che a 64 bit a partire dalla versione 7. Il supporto per Windows XP e Windows Vista è stato eliminato dalla versione 7.0.0.0, rilasciata il 17 luglio 2017, eliminando la compatibilità dalla versione 8.0, rilasciata il 20 novembre 2019.
A partire dalla versione 7.1, uscita il 23 marzo 2018, l'interfaccia grafica è stata completamente ridisegnata.